# Roma (roman)
Roma este un roman istoric al autorului american Steven Saylor, publicat pentru prima dată de St Martin's Press în 2007.